# 克里斯·賴特
克里斯托弗·艾伦·赖特（英語：Christopher Allen Wright，1965年6月25日—）是一位美国能源高管，現任美國能源部長和自由能源的首席执行官。

## 早年及個人生活
賴特於1965年出生並在科羅拉多州長大。他在麻省理工學院獲得了機械工程學士學位和電機工程碩士學位。 他曾就讀於加州大學柏克萊分校和麻省理工學院電機工程研究生。賴特和他的妻子利茲住在科羅拉多州恩格尔伍德。

## 职业
1992年，他创立了Pinnacle Technologies公司，一家从事商业页岩气生产的公司。赖特曾担任Pinnacle Technologies 的首席执行官直至2006年。克里斯还曾担任另一家从事页岩气生产的公司斯特劳德能源的董事长，后于2006年将该公司出售。 2011年，赖特创立了自由能源（Liberty Energy）。据《华尔街日报》报道，截至2023年2月，该公司的估值为28億美元。 
2019年，赖特喝了水力压裂液，试图证明它并不危险。 他在2023年1月发布到領英的一段视频中表示：“气候危机並不存在，我们也没有处于能源转型之中”。  赖特声称，世界各地的气候运动“因自身重量而崩溃”。 
賴特於2020年1月至2024年4月曾擔任堪薩斯城聯邦儲備銀行丹佛分行董事會成員。
2024年4月，他就美國證券交易委員會2024年3月起實施的氣候變遷規則作證，該規則要求揭露溫室氣體排放、氣候變遷的物理風險和轉型風險。他稱該規則是“以委員會名義頒布的氣候法規”，屬於非法行為，並表示企業與極端天氣相關的風險正在降低:9 ，而且通過減少與失溫症相關的死亡，數百萬人的生命得到了挽救。:10
賴特曾擔任核技术公司Oklo Inc.和EMX Royalty的董事会成员。

## 能源部长

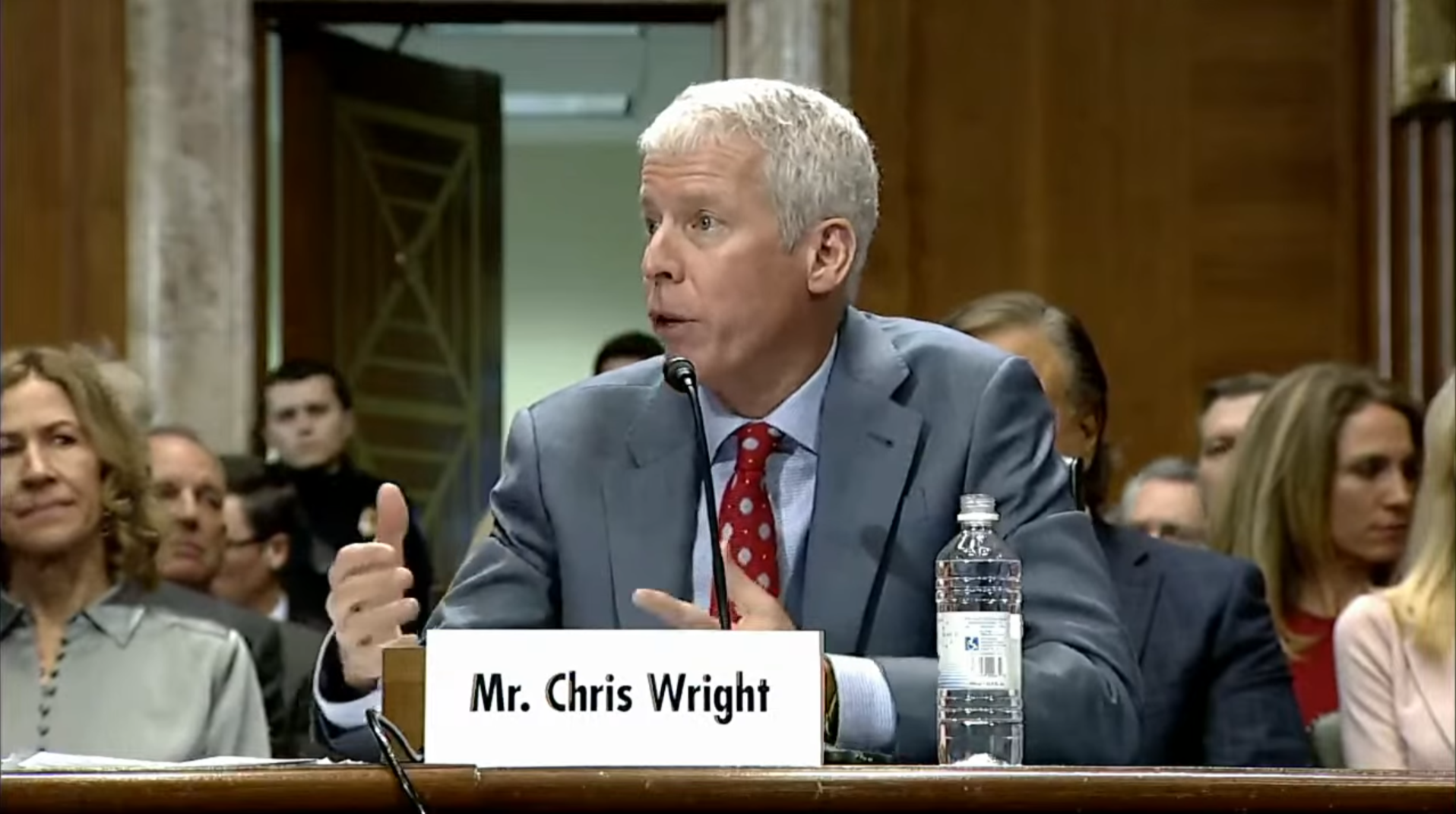
賴特出席參議院能源與自然資源委員會的聽證會（2025年1月15日）

2024年11月15日，《金融时报》报道称，赖特是特朗普在第二次特朗普內閣内美国能源部长最有可能的候选人；商人雷·沃什伯恩和保罗·达巴尔也在考虑范围内。 他获得了特朗普盟友的支持，其中包括美国能源联盟主席托马斯·派尔和大陆资源公司董事长哈罗德·哈姆。 第二天，特朗普宣布将提名赖特担任能源部长。 
2025年2月3日參議院以59–38票數確認赖特擔任能源部長，賴特於2月4日宣誓正式就任。